# 洛根圆环 (费城)
洛根圆环（Logan Circle），又名洛根广场（Logan Square），位于费城市中心西北部，为该市原规划的五个广场之一。圆环位于广场原来的边界之内。

## 历史

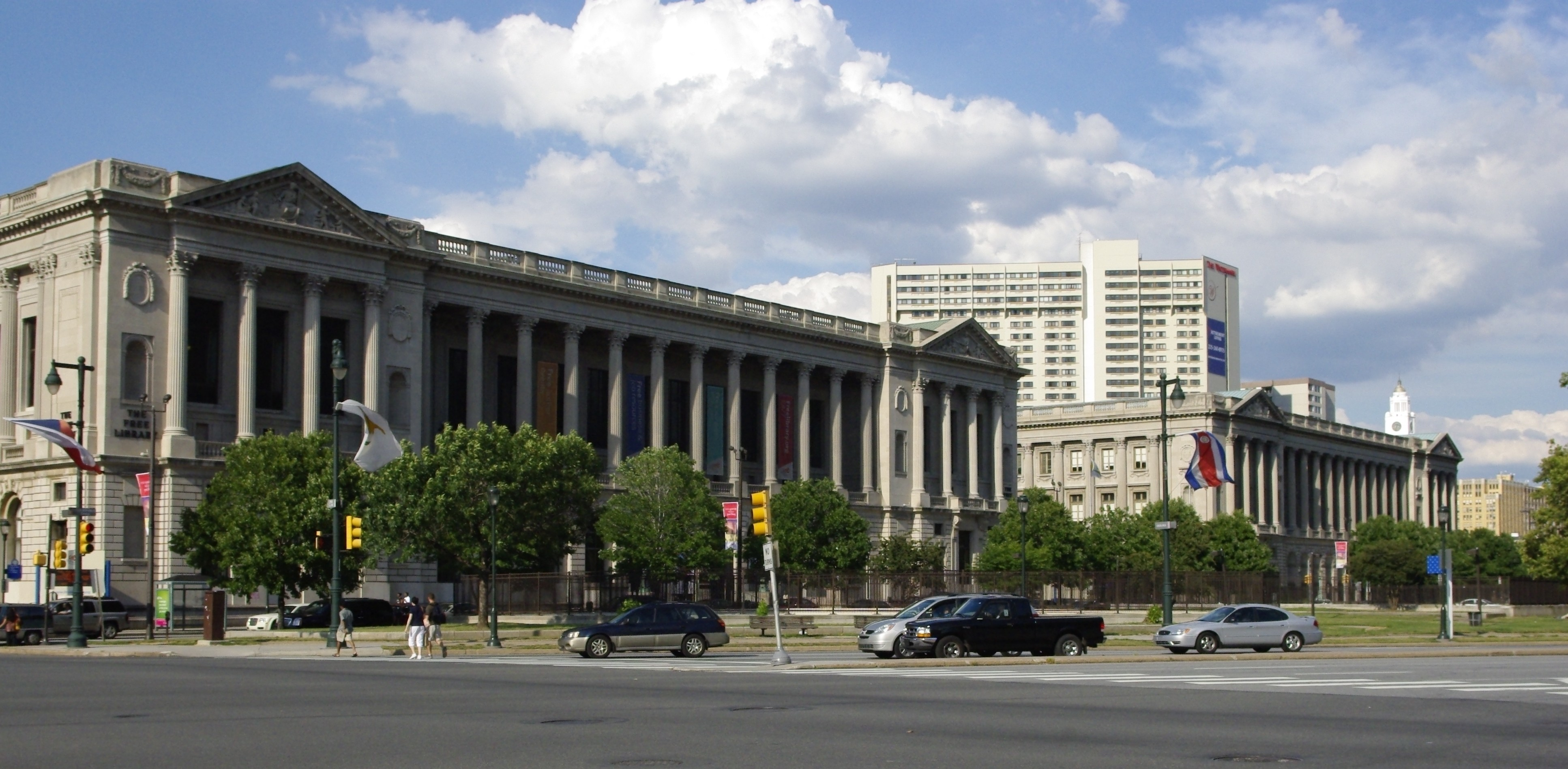
费城自由图书馆和和家事法院大楼

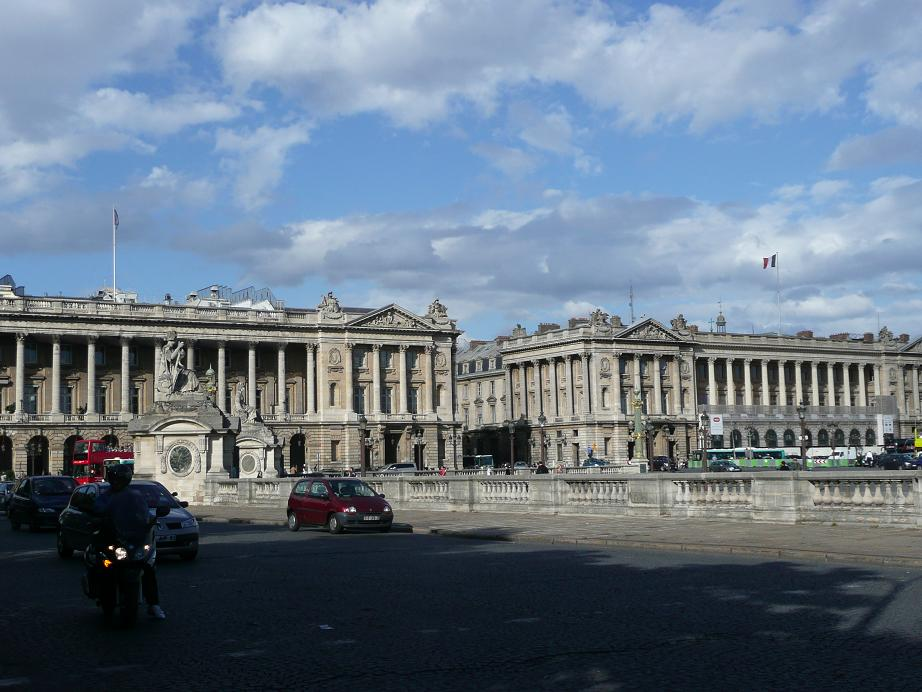
巴黎协和广场的克里雍大饭店

此地最初被称为“西北广场，直到19世纪初，是公开处决犯人和墓地的所在。1825年，更名为洛根广场，得名于费城政治家詹姆斯·洛根。 
广场原来的边界—东面的18街，西面的20街，南面的马场街，和北面的葡萄街—仍然完好，但是在20世纪20年代，法国景观建筑师雅克·格雷贝尔将广场改为圆形，作为本杰明·富兰克林公园大道的一段，类似于巴黎协和广场。费城甚至仿照协和广场的克里雍大饭店，也建造了两座式样相同的大厦，费城自由图书馆和家事法院大楼。
环绕圆环有斯旺纪念喷泉（Swann Memorial Fountain）, 费城自由图书馆，自然科学院，富兰克林科学博物馆，莫尔艺术设计学院、罗马天主教圣伯多禄圣保禄圣殿主教座堂。 

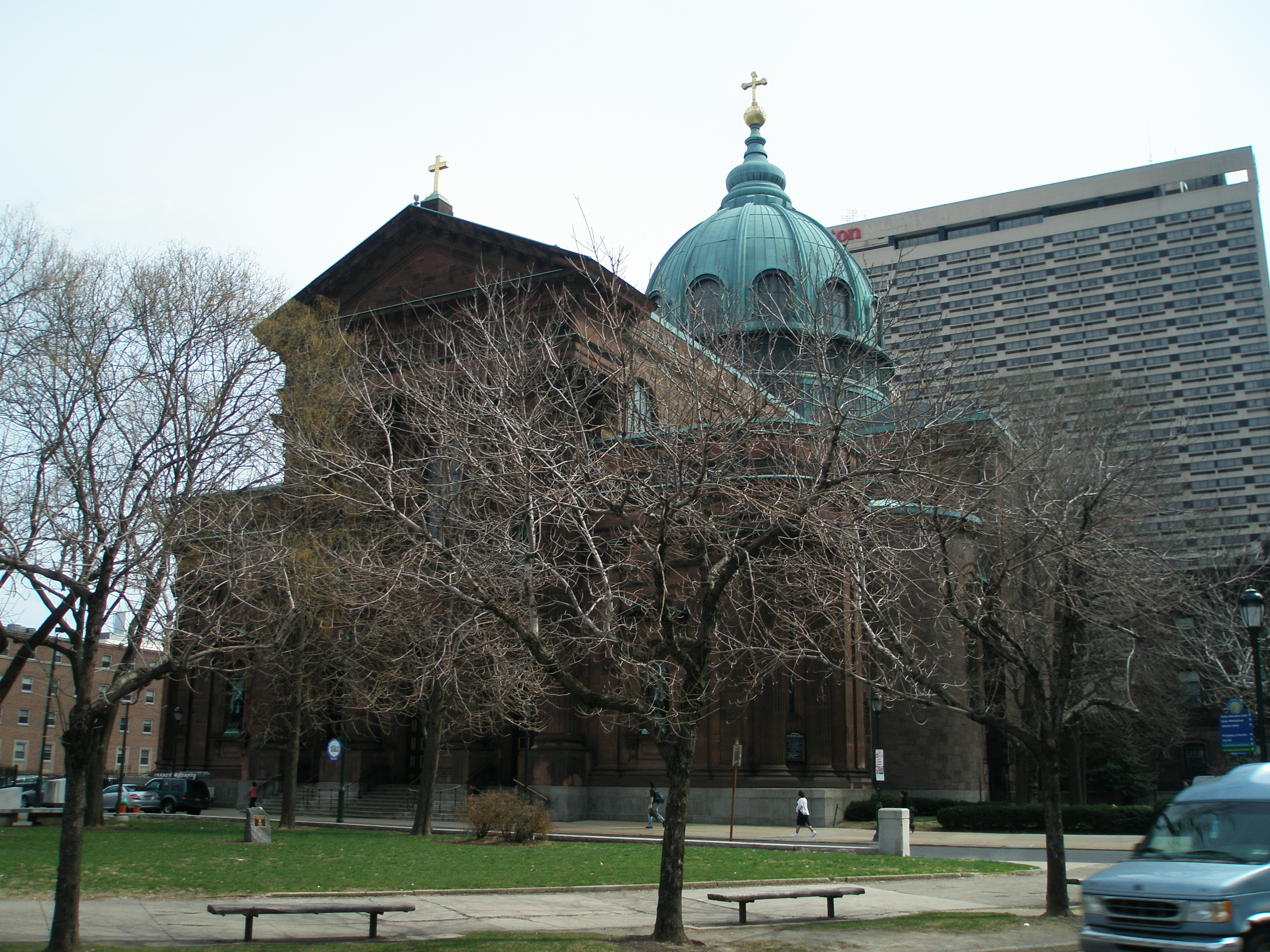
圣伯多禄圣保禄圣殿主教座堂
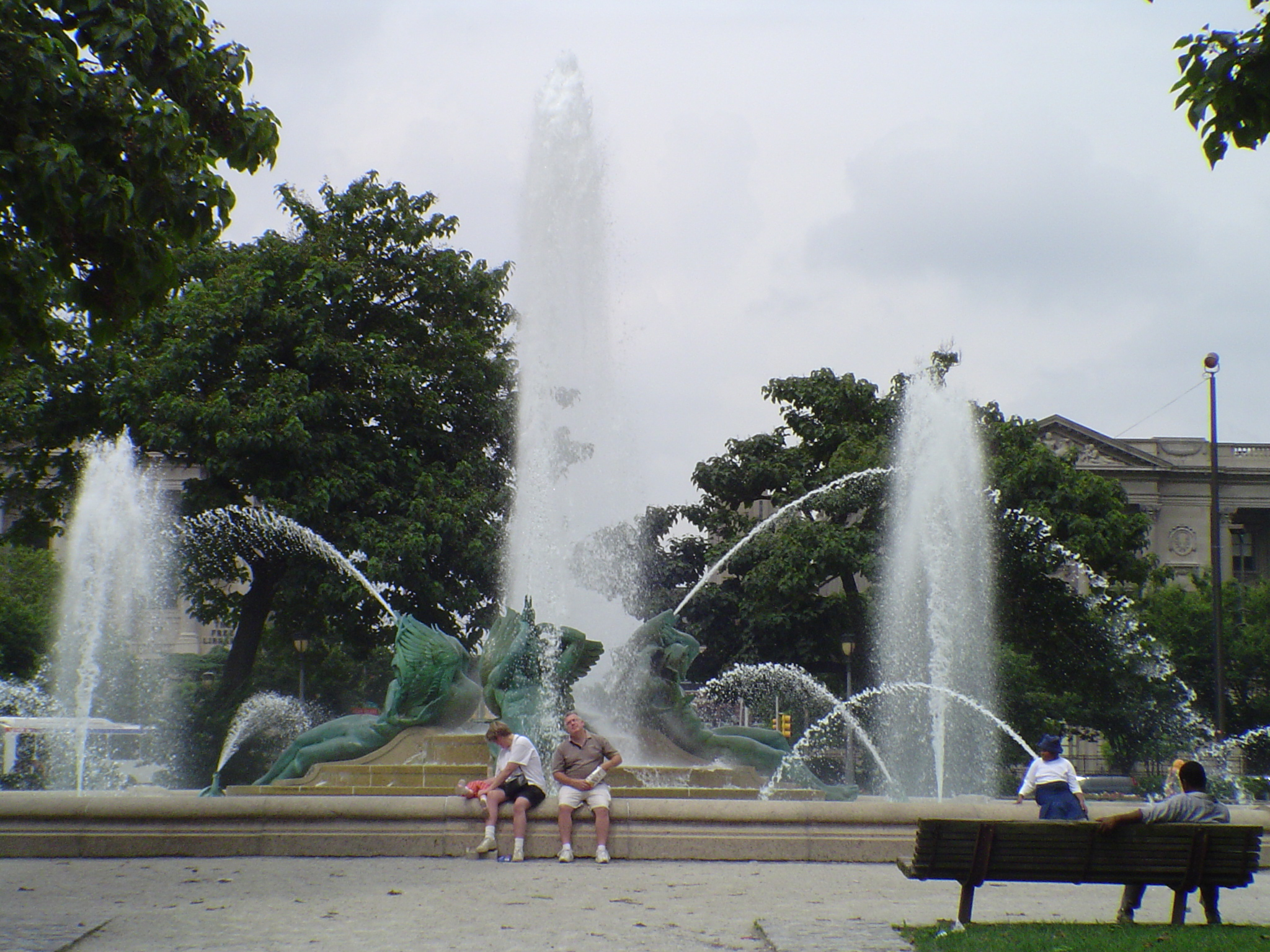
斯旺纪念喷泉
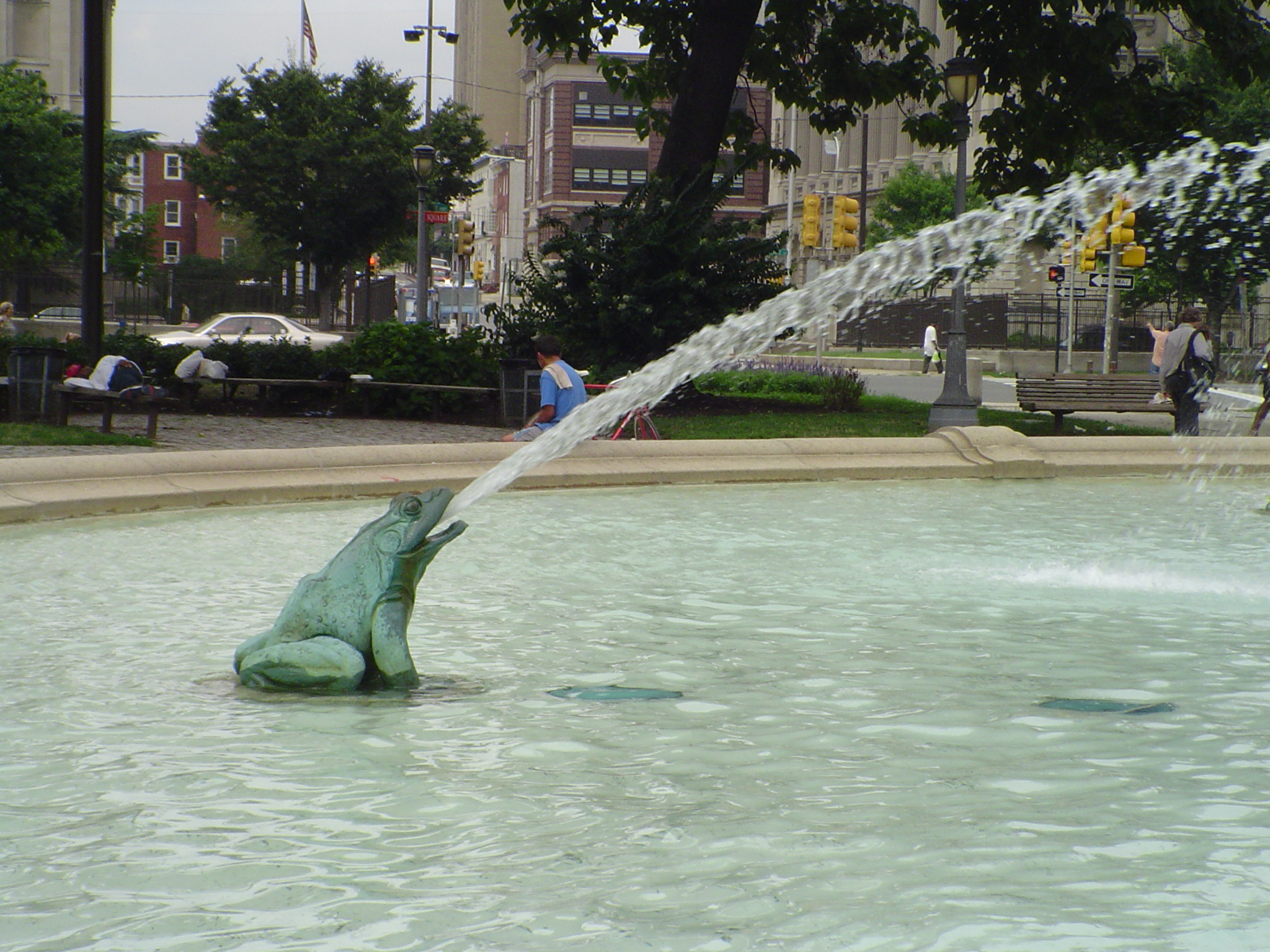
北侧
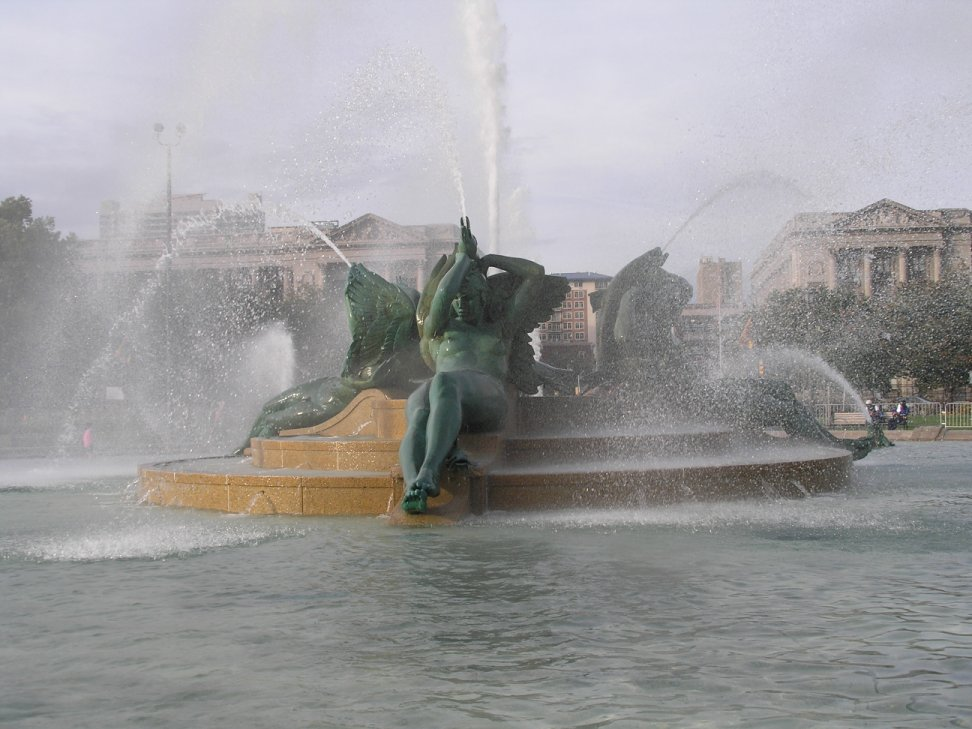
南侧
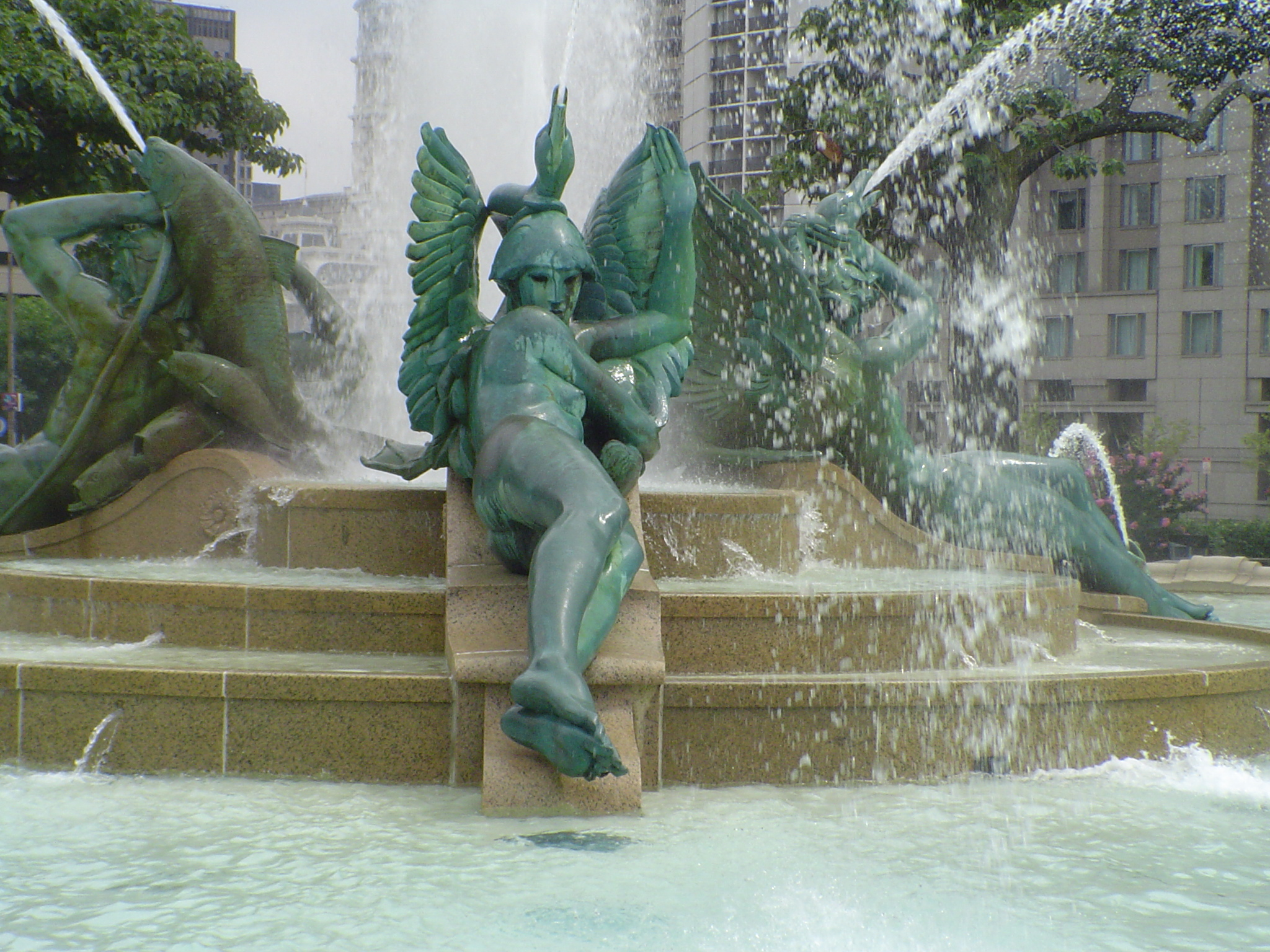
西侧